# C-Note (álbum)
C-Note es el segundo álbum en vivo del músico estadounidense Prince con su banda, The New Power Generation, publicado en marzo de 2003.

## Lista de canciones
1. "Copenhagen" – 13:28
2. "Nagoya" – 8:54
3. "Osaka" – 5:28
4. "Tokyo" – 5:04
5. "Empty Room" – 4:02

## Créditos
- Prince – voz, instrumentos
- John Blackwell – batería
- Greg Boyer – trombón
- Candy Dulfer – saxofón
- Renato Neto – teclados
- Maceo Parker – saxofón
- Rhonda Smith – bajo